# Капитан Америка
Капитан Аме́рика (англ. Captain America), настоящее имя — Стив Ро́джерс (англ. Steve Rogers) — супергерой комиксов издательства Marvel Comics, являющийся одним из самых известных персонажей в мире комиксов. Он был создан писателем Джо Саймоном и художником Джеком Кирби и впервые появился в комиксах 1940-х Timely Comics. За годы в общей сложности в 75 странах было продано около 210 миллионов копий комиксов Captain America (оценки разнятся, в некоторых источниках эта цифра немного больше или меньше).
Капитан Америка одет в костюм, раскрашенный на мотив американского флага, и вооружён неразрушимым щитом, который часто используется в качестве оружия. В комиксах обращение «Капитан Америка» применяется к любому, кто выбран правительством США (которое рассматривает себя «владеющим» персоной) носить костюм и щит. Почти всю историю публикаций Капитан Америка был альтер эго Стива Роджерса, болезненного юноши, организм которого был усилен экспериментальной сывороткой до максимума физической формы, доступной человеку, чтобы помочь военным силам США в проведении военных операций. Роджерс всегда был приверженцем справедливости, ради которой шёл на многие жертвы; несмотря ни на что, всегда приходил на помощь своим союзникам.
Капитан Америка — целенаправленно созданный патриотический персонаж; он был самым популярным персонажем в период Второй мировой войны, его часто изображали сражающиеся с гитлеровской коалицией государства. После окончания войны популярность персонажа уменьшилась, и к 50-м годам его перестали использовать, за исключением неудачной попытки возрождения в 1953 году. Персонаж стал вновь использоваться в комиксах лишь в период, известный как Серебряный век комиксов, когда стал членом команды супергероев под названием «Мстители» в выпуске The Avengers #4 (март 1964). Также активно участвовал в арке комиксов «Абсолютные».
Капитан Америка был первым персонажем комиксов Marvel, появившимся в СМИ за пределами комиксов с выпуском киносериала 1944 года «Капитан Америка». После него персонаж снимался в других фильмах и телесериалах. В Кинематографической вселенной Marvel (КВМ) персонажа играет Крис Эванс.

## Биография

### 1940-е

Первое появление Капитана Америки на обложке Captain America Comics № 1

Стивен Роджерс родился 4 июля 1918 года в Бруклине, Нью-Йорк, в семье ирландских эмигрантов Сары и Джозефа Роджерсов. К началу 1940 годов был невысоким и худым студентом-художником, специализирующимся на иллюстрациях. Возмущённый приходом к власти Гитлера, Роджерс подал документы в армию, но ему отказали из-за чрезвычайно плохой физической формы. Офицер армии США, занимавшийся поиском добровольцев для проведения секретных экспериментов, предложил Роджерсу принять участие в сверхсекретном оборонном проекте — операции «Возрождение», целью которой была разработка средств для создания физически сверхвыносливых и сверхсильных солдат. Роджерс согласился на исследования и после строгого отбора стал первым подопытным для изучения воздействия на организм человека так называемой сыворотки Суперсолдата, разработанной доктором Авраамом Эрскином (вначале доктор носил имя Джозеф Райнштайн, впоследствии, уже после выхода нескольких выпусков комикса, имя было изменено).
В следующих выпусках стало известно, что Роджерс не был первым, кто подвергся воздействию сыворотки. За ночь до применения на нём препарата несколько военных — участников проекта решили, что гражданский — неподходящий кандидат для испытаний, и самовольно дали не доработанную сыворотку военному Клинтону Макинтайру. Это сделало Макинтайра буйным сумасшедшим, он был усмирён и заморожен. Позже преступная организация «ЦЕЛЬ» освободила Макинтайра и сделала из него смертоносного Протоцида.
В ходе эксперимента в тело Роджерса путём инъекций и добавления к пище была введена сыворотка, затем он был подвергнут контролируемому воздействию «Вита-лучей», активировавших и стабилизировавших сыворотку в организме. Процесс перерождения Роджерса протекал тяжело, но его организм успешно перенёс быстрый переход от крайне слабой физической формы до предела человеческих возможностей; у него чрезвычайно развились мускулатура и реакция. Эрскин объявил Роджерса первым представителем нового человеческого рода, «почти совершенным человеческим существом».
В недрах американской военной организации действовал нацистский шпион; ему удалось проникнуть непосредственно в лабораторию и наблюдать за ходом операции «Возрождение»; убедившись, что сыворотка успешно работает, а саботировать ход операции невозможно, он застрелил Эрскина и сам был убит Роджерсом. Поскольку учёный держал в памяти ключевые особенности состава сыворотки Суперсолдата, её не могли воспроизвести. Оказавшийся, таким образом, единственным суперсолдатом Роджерс поклялся бороться с врагами Америки.
Правительство США, стараясь выжать максимум из факта существования единственного суперсолдата, объявило его супергероем, который служит одновременно агентом контрразведки и символом пропаганды, противостоящим главе нацистской организации по террористическим операциям, Красному Черепу. Для Роджерса, по эскизам, сделанным им самим, была создана форма в цветах американского флага; также специально для него были созданы пуленепробиваемый щит и табельный пистолет; он получил кодовое имя Капитан Америка. В качестве прикрытия он был зачислен рядовым пехоты в военный лагерь Лехай в Виргинии. Будучи юношей, Роджерс подружился с подростком-талисманом лагеря Джеймсом Бьюкененом «Баки» Барнсом. Барнс случайно узнал о двойной личности Роджерса и предложил сохранить тайну при условии, что Капитан Америка сделает его своим помощником. Роджерс согласился и стал лично тренировать Барнса.
Спустя некоторое время Роджерс встретился с президентом Рузвельтом, который вручил ему новый щит, изготовленный из неразрушаемого сплава стали и вибраниума, полученного с помощью неизвестного катализатора. Щит был достаточно лёгким для использования в качестве дископодобного оружия, которое может вернуться к хозяину; такой вариант использования оказался настолько эффективным, что Роджерс перестал использовать пистолет. Во время Второй Мировой Войны Капитан Америка и Баки сражались с нацистской угрозой и сами по себе, и в составе команды супергероев Захватчики, о чём рассказывалось в одноимённом комиксе 1970-х годов. В те времена Капитан Америка стал одним из самых известных героев.
Позднее выяснилось, что в последние дни войны Капитан Америка и Баки попытались помешать зловещему Барону Земо уничтожить опытный беспилотный самолёт. Земо запустил самолёт с зарядом взрывчатки на нём. Роджерс и Барнс добрались до самолёта непосредственно перед взлётом, но когда Барнс попытался обезвредить бомбу, самолёт взорвался в воздухе. Барнса посчитали погибшим при взрыве, а Роджерс живым упал в студёные воды северной Атлантики. Их тела не были найдены, и спустя некоторое время их обоих объявили мёртвыми.

### Конец 1940-х — 1950-е
Спустя несколько лет после окончания Второй мировой войны была предпринята первая попытка возродить персонаж Капитан Америка; это возрождение продлилось недолго, всего несколько лет. Он вновь стал появляться в комиксах, и теперь сражался против новых врагов США — коммунистов. Вначале его появление никак не объяснялось, затем события того времени были переобъяснены — подразумевалось, что кодовое имя Капитан Америка в разные периоды времени носили несколько разных людей.
Последним из этих других Капитанов был человек, посвятивший себя подражанию Капитану Америке и хирургически изменивший внешность, чтобы напоминать Роджерса. Более того, он также подверг себя и своего протеже добытой нацистами копии сыворотки Суперсолдата, чтобы стать новыми Капитаном Америкой и Баки, но они не знали о необходимости применения Вита-лучей. В результате необработанные химикаты начали серьёзно затрагивать разум их обоих, делая их яростно параноидальными. После того, как стало очевидно, что эти двое сошли с ума, они были схвачены и помещены в секретное криогенное хранилище. На этом первая попытка возрождения Капитана Америки закончилась.

### 1960-е — 1970-е

Капитан Америка на обложке комикса The Avengers № 4, в котором он присоединяется к Мстителям

Годы спустя, супергеройская команда Мстителей обнаружила тело Стива Роджерса в северной Атлантике в костюме под солдатской формой и всё ещё держащим свой щит. После того как он очнулся, они догадались, что Роджерс сохранился в глыбе льда с 1945, выжив в таком состоянии только благодаря своему усилению в операции «Возрождение». Глыба начала таять после того как Подводник, разъярённый тем, что арктическое племя инуитов поклоняется замороженной фигуре, зашвырнул её в океан. Роджерс принял членство в Мстителях, и, хотя он был далеко вне своего времени, его значительный боевой опыт сделал Стива ценным дополнением к команде. Он быстро стал лидером и за историю команды постоянно возвращался на этот пост.

Капитан Америка на фоне портрета своего главного противника — Красного черепа

Капитана Америку мучила вина за то, что он не смог предотвратить смерть Баки — чувство, не ослабевавшее какое-то время. Хотя он взял под опеку юного Рика Джонса (напоминавшего Баки), Капитан Америка одно время отказывался позволить ему принять личность Баки, не желая быть ответственным за смерть ещё одного юноши. Настояв на том, чтобы его герой наконец пересилил эту утрату, Джонс, в итоге, убедил Роджерса разрешить ему надеть костюм Баки, но это партнёрство продлилось лишь короткое время: замаскированный Красный Череп, прикинувшись Роджерсом с помощью Космического Куба прогнал Джонса.
Роджерс также воссоединился со своим старым военным товарищем Ником Фьюри, который подобным образом хорошо сохранился из-за «Формулы Бесконечности». В результате Роджерс регулярно выполнял миссии для агентства безопасности Щ. И.Т., исполнительным директором которого был Фьюри. Через Фьюри Роджерс подружился с Шэрон Картер, агентом Щ. И. Т.'а, с которой он в итоге начал романтические отношения.
Позже Роджерс встретил и стал тренировать Сэма Уилсона, который стал супергероем Соколом, первым афроамериканским супергероем в основных комиксах. У персонажей установилась крепкая дружба и напарничество в приключениях; одно время они разделяли название серии как Captain America and the Falcon. Вдвоём они позже столкнулись с возрождённым, но всё ещё безумным Капитаном Америкой 1950-х. Хотя Роджерс и Сокол победили поддельного Роджерса и Джека Монро, Стив стал глубоко обеспокоен, что его могла постичь судьба его двойника.
Серия также имела дело с версией Уотергейтского скандала Вселенной Marvel, сделав Роджерса настолько неуверенным насчёт своей роли, что он оставил свою личность Капитана Америки в пользу другой, под названием Кочевник. За это время несколько человек неудачно принимали псевдоним Капитана Америки. Роджерс, в конечном счёте, вновь принял его, после того как пришёл к рассмотрению, что псевдоним мог бы быть символом идеалов Америки, а не её правительства. Джек Монро, вылеченный от умственной неустойчивости, позже принял псевдоним Кочевника. За этот период Роджерс также временно обретал суперсилу. Он также узнал о предполагаемой смерти Шэрон Картер.

### 1980-е — 1990-е
В 1980-х, кроме работ таких прославленных творцов, как Джон Бирн, серия раскрыла истинное лицо и полное происхождение Красного Черепа. Роджерс встретил студентку юридического факультета Берни Розенталь, ставшую его подружкой. На время он также взял к себе напарником Джека Монро, Кочевника. В этот период он также встретил Алмазную Змею. Герои, собранные Потусторонним, выбрали Роджерса лидером во время их пребывания в Мире битв.
Долговременный автор Марк Грюнвальд исследовал многочисленные политические и социальные темы, вроде крайнего идеализма, когда Капитан Америка сражался с антинационалистическим террористом Флагом-Дробителем, и линчевательство, когда он охотился на смертоносный Бич Преступного мира. Он взял к себе напарником Подрывника.
Роджерс получил крупную задержанную компенсацию, начислявшуюся ещё с его исчезновения в конце Второй мировой, и правительственная комиссия приказала ему работать прямо на правительство США. Обеспокоенный уже коррупцией, с которой он столкнулся во время инцидента с Ядерным в Нью-Йорке, Роджерс вместо этого предпочёл оставить свою личность и затем взял псевдоним «Капитан». Замена Капитана Америки, Джон Уолкер, изо всех сил пытался подражать идеалам Роджерса, пока давление скрытых врагов не помогло довести Уолкера до безумия. Роджерс вернулся к личности Капитана Америки, в то время как выздоровевший Уолкер стал Агентом США.
Какое-то время спустя Роджерс избежал взрыва метамфетаминовой лаборатории, но препарат запустил химическую реакцию в сыворотке Суперсолдата в его организме. Чтобы бороться с реакцией, сыворотку из тела Стива удалили, и он стал постоянно тренироваться для поддержания физического состояния.
Позже было установлено, что сыворотка была, по сути, не препаратом, который метаболизировался бы из его организма, а, в сущности, вирусом, вызывавшим биохимические и генетические изменения. Это ещё и объяснило, как архивраг Красный Череп, в то время обитавший в клонированном из клеток Роджерса теле, также имел формулу в своём организме.
Из-за своей изменённой биохимии тело Роджерса начало портиться, на время ему пришлось носить силовой экзоскелет, и в итоге он был снова помещён в анабиоз. В течение этого времени Стив получил переливание крови от Красного Черепа, что вылечило его состояние и стабилизировало вирус Суперсолдата в организме. Капитан Америка вернулся и к борьбе с преступностью, и к Мстителям.

### 2000-е

Капитан Америка против Железного человека.
Обложка комикса Civil War № 7

Роджерс раскрыл миру свою личность и обосновался в окрестностях Бруклина.
После событий Распада Мстителей снова на работе у Щ. И.Т., Роджерс обнаружил, что Баки жив, будучи спасённым и используемым советскими спецслужбами как Зимний Солдат.
Стив также возобновил свои снова-вместе-снова-порознь отношения с агентом Щ. И. Т. Шэрон Картер, которая после его смерти обнаружила, что беременна от него.
В кроссовере 2006—2007 «Гражданская война» Капитан Америка противостоял принудительной федеральной регистрации всех сверхсильных существ, которую видел как эрозию гражданских свобод для супергероического общества, и возглавлял антирегистрационную фракцию и движение сопротивления. Он стал беглецом и противостоял героям прорегистрационной группы, включая своего бывшего друга Железного человека. Он взял псевдоним «Бретта Хендрика», охранника торгового центра, чтобы правительство не могло его засечь. С течением войны, Кэп заручился поддержкой нескольких фигур, с которыми он бы не стал объединяться при нормальных обстоятельствах, такими как Каратель и Кингпин.
Капитан Америка сражался с Железным человеком во время решающей битвы, и победа была уже у Кэпа в руках, когда группа гражданских попыталась его остановить и защитить Железного человека. Решив, что он подвергает опасности людей, которых поклялся защищать, он увидел что квартал разрушен Кэп в ужасе понимает и осознаёт что его действия не приведут к отмене регистрации, Роджерс сдался властям и приказал антирегистрационным силам остановиться. Когда Кэпа увели в наручниках, Каратель подобрал брошенную маску Капитана Америки.

### Смерть и последствия
После его сдачи, Роджерсу предъявили множество обвинений в преступлениях. Когда Стива привезли к зданию федерального суда, снайпер выстрелил ему в спину. В последовавшем хаосе он получил ещё три пули в живот и грудь. Роджерса отвезли в больницу, где он умер. В убийстве, организованном Красным Черепом, участвовали Кроссбоунс, как снайпер, и прикидывавшийся психиатром Щ. И. Т. Доктор Фаустус, который дал Шэрон Картер гипнотический приказ застрелить Роджерса в решающий момент.
Супергероическое общество было потрясено убийством. Каратель временно надел костюм, похожий на форму Капитана Америки, в то время как Зимний Солдат и Росомаха стремятся отомстить за его смерть. Его щит был похищен Зимним Солдатом, а Каратель предоставил ему маску Стива Роджерса. Капитан Америка был публично предан земле на Арлингтонском Национальном кладбище, под монументом, воздвигнутым в его честь. Тело на кладбище поддельное: Тони Старк в сопровождении Хэнка Пима и Дженет ван Дайн вернул тело Роджерса в Арктику, где Стив был найден за годы до этого. Нэмор посетил маленькую частную церемонию и поклялся, что никто не потревожит это место.
Старк получил письмо, содержавшее последние желания Роджерса: Старк должен спасти Баки, и, несмотря на его смерть, миру всё ещё нужен Капитан Америка.
Впрочем, как выяснилось впоследствии, принадлежавшее Красному Черепу оружие, из которого был застрелен Роджерс, было не совсем обычным. Казалось, что Роджерс был убит выстрелом, но на самом деле выстрел разорвал его синхронизацию с течением времени (то есть он находился как бы вне времени), заставив переживать заново моменты из его прошлого. Красный Череп, в конце концов, привёл в действие свой гениальный план: вернуть Капитана Америку в настоящее, однако таким образом, чтобы в его теле находилось сознание самого Красного Черепа. Впрочем, Роджерс смог одолеть Красного Черепа внутри своего разума, лишив его тела. Обнаружив по возвращении к жизни, что Баки теперь исполняет роль Капитана Америки, Роджерс дал ему своё благословение на ношение его имени и щита. Он больше не собирался выступать в качестве Капитана Америки, однако надел свой костюм ещё раз — чтобы повести Мстителей против Нормана Озборна, преступника и психопата, оказавшегося во главе Инициативы, армии сверхлюдей США. Победив Озборна и раскрыв публике его истинное лицо, Роджерс принял предложение президента заменить Озборна в качестве ответственного исполнителя по делам супергероев Америки.
В новой должности он начал с того, что собрал новую основную команду Мстителей, а также дал добро Люку Кейджу и его команде Мстителей, прежде находившейся вне закона. Также Роджерс принял решение создать секретную команду, Тайных Мстителей, основной задачей которых стали секретные миссии, которые не стоило предавать гласности. В состав Тайных Мстителей под его руководством вошли Человек-муравей (Эрик О’Греди), Лунный рыцарь (Марк Спектор), Валькирия, Чёрная Вдова (Наташа Романофф) и Зверь (Хэнк МакКой).

### 2010-е
После событий «Тёмного правления» и «Осады» Стив Роджерс вернулся как один из главных персонажей сюжетной арки «Эра Героев». Президент США вернул ему его гражданские права и назначил главой службы безопасности, заменив Нормана Озборна. Закон о регистрации супергероев был аннулирован и Роджерс возрождает команду Мстителей. Роджерс также становится лидером Тайных Мстителей, специализирующихся на выполнении сверхсекретных операций.
Компания Marvel сделала новым Капитаном Америкой напарника Стива, Сокола.

## Силы и способности
Капитан Америка обладает сверхчеловеческой силой, в результате действия сыворотки суперсолдата и обработки вита-лучами он был превращён из слабого юноши в «совершенный» образец человеческого развития и состояния. Сила, выносливость, ловкость, скорость, реакция и прочность Капитана находятся на пике человеческих возможностей. Было установлено, что тело Роджерса регулярно вырабатывает сыворотку суперсолдата; она не исчезает.
Формула усиливала все его метаболические функции и предотвращала накапливание в мускулах ядов усталости, давая ему выносливость намного сверх обычной человеческой. Это объясняет многие из его экстраординарных подвигов, Роджерс способен поднять 5 тонн и пробежать мили за минуту. Более того, его усиления — причина, по которой он смог выживать, будучи замороженным десятилетия. Роджерс также не может опьянеть от алкоголя и невосприимчив ко многим болезням, поскольку и исцеляется быстрее, чем обычный человек. Благодаря ускоренным рефлексам и боевому опыту Стив может уворачиваться от пуль.
Боевой опыт и подготовка Роджерса делают его экспертом по тактике и превосходным полевым командиром: его соратники периодически подчиняются его приказам в бою. Реакция и чувства Роджерса также исключительно остры. Он лучший рукопашный боец мира. Годы практики с его неразрушимым щитом дали возможность бросать его с почти безошибочной точностью — он может атаковать множественные цели последовательно одним броском или даже устраивать бумерангообразный возврат от броска для атаки врага сзади. В комиксах другие опытные бойцы считают его одним из лучших рукопашных вояк в мире.
Роджерс имеет обширную военную подготовку и часто был показан знакомым с продолжительными высоко секретными операциями Министерства обороны США. Он эксперт по военной стратегии, выживанию, акробатике и управлению различным транспортом. Несмотря на его высокую известность как одного из самых популярных и узнаваемых супергероев, Роджерс также имеет много знакомых в шпионской среде, во многом благодаря его продолжительной работе на организацию Щ. И.Т.. Время от времени он пробует себя в области «мирской» карьеры, включая прикладные искусства, рисование комиксов, образование (история высшей школы) и правоприменительную деятельность.

## Враги
За более чем 75 лет опубликованных приключений Капитана Америки, он нажил множество врагов. Многие из его врагов воплощают ценности и идеалы, противоречащие тем, к которым стремится Капитан Америка и вся американская нация. Некоторые примеры: нацисты (Красный Череп, Барон Земо), нео-нацисты (доктор Фаустас), а также технократические фашисты, международные и внутренние террористы и террористы-анархисты.

## Альтернативные версии

### Marvel 1602
Был героем, пришедшим из нашего времени в XVII век и защищал Америку того времени.

### Marvel Zombies (Земля-2149)
Во вселенную Земля-2149 попал супергерой Часовой, заражённый таинственным вирусом. На место падения прибыли Мстители во главе с Капитаном Америкой (которого здесь зовут Полковник Америка). В итоге герой был заражён вирусом и убит Красным Черепом.

## Вне комиксов

### Анимационные сериалы
- Является главным героем мультсериала «Капитан Америка» 1966 года из цикла «Супергерои Marvel». Озвучен Сэнди Бэкером и Артуром Пирсом.
- Появляется в некоторых эпизодах мультсериалов «Могучий Тор» и «Непобедимый Железный человек» из этого же цикла «Супергерои Marvel» 1966 года.
- Капитан Америка появляется в 18 серии мультсериала «Человек-паук» 1981 года под названием «The Capture of Captain America». Озвучен Джорджем ДиЦензо.
- Капитан Америка появляется в 6 и 12 сериях мультсериала «Человек-паук и его удивительные друзья». Озвучен вновь ДиЦензо.
- Капитан Америка появляется в 4 серии 2 сезона и в 11 серии 5 сезона мультсериала «Люди Икс» 1992 года. Озвучен Лоуренсом Бэйном.
- Капитан Америка впервые появляется во 2 серии 4 сезона и является частым персонажем пятого сезона мультсериала «Человек-паук» 1994 года. Озвучен Дэвидом Хейтером.
- У Капитана Америки есть камео в мультсериале «Фантастическая четвёрка» 1994 года.
- Капитан Америка появляется в 7 серии мультсериала «Мстители: Всегда Вместе». Озвучен Дэном Чемероем.
- Капитан Америка появляется в 11 серии 2 сезона мультсериала «Люди Икс: Эволюция».
- Капитан Америка появляется в первом эпизоде анимированного комикса «Чёрная пантера». Озвучен Адрианом Пасдаром. В русской версии говорит голосом Андрея Аверкова.
- Капитан Америка является одним из основных персонажей мультсериала «Отряд Супергероев». Озвучен Томом Кенни.
- Капитан Америка является одним из главных героев мультсериала «Мстители: Величайшие Герои Земли». Озвучен Брайаном Блумом. В русской версии говорит голосом Алексея Мясникова.
- Капитан Америка появляется в 23 серии 1 сезона и 20 серии 2 сезона мультсериала «Великий Человек-паук». Озвучен Роджером Крэйгом Смитом. В русской версии говорит голосом Андрея Аверкова.
- Капитан Америка является одним из главных героев мультсериала «Мстители: Общий Сбор!» Вновь озвучен Роджером Крэйгом Смитом.
- Капитан Америка появляется в «Lego Marvel Super Heroes: Максимальная перегрузка» вновь озвученный Роджером Крейгом Смитом.
- Капитан Америка один из главных героев аниме «Марвел: Дисковы Войны».
- Капитан Америка сделал краткое появление в мультсериале «Халк и агенты У. Д. А. Р. А.» Он появился в качестве камео в эпизоде «Монстров больше нет», озвученный ещё раз Роджером Крейгом Смитом.
- Капитан Америка, вновь озвученный Джошем Китоном, появляется в серии «Bright Eyes» мультсериала «Люди Икс ’97»[49].

### Полнометражные мультфильмы
- «Ultimate Мстители»
- «Ultimate Мстители 2»
- «Новые Мстители: Герои завтрашнего дня»
- «Железный Человек и Капитан Америка: Союз Героев»
- «Приключения Супергероев: Морозный Бой / Marvel Super Hero Adventures: Frost Fight!»

### Кино
- «Капитан Америка» (1944) — Дик Пёрселл
- «Турецкий Капитан Америка» (1968) — Tolgay Ziyal
- «Турецкий Человек-паук против Капитана Америки и Санто» (1973) — Атейкин Аккауа
- «Капитан Америка» (1979) — Рэб Браун
- «Капитан Америка 2: Слишком скорая смерть» (1979) — Рэб Браун
- «Капитан Америка» (1990) — Мэтт Салингер

#### Кинематографическая вселенная Marvel
Крис Эванс стал новым актёром, исполняющий роль Капитана Америки. В 2010 году актёр подписал контракт на появление в этом образе в 9 фильмах.
- «Первый мститель»
- «Мстители»
- «Тор 2: Царство тьмы»
- «Первый мститель: Другая война»
- «Мстители: Эра Альтрона»
- «Человек-муравей»
- «Первый мститель: Противостояние»
- «Человек-паук: Возвращение домой»
- «Мстители: Война Бесконечности»
- «Мстители: Финал»

### Видеоигры
- Captain America in: The Doom Tube of Dr. Megalomann
- The Amazing Spider-Man and Captain America in Dr. Doom’s Revenge!
- Captain America and the Avengers
- Marvel vs. Capcom
- Spider-Man and Venom: Maximum Carnage
- Avengers in Galactic Storm
- Spider-Man and Venom: Separation Anxiety
- Marvel Super Heroes: War of the Gems
- Marvel Super Heroes vs. Street Fighter
- Spider-Man
- Spider-Man 2: Enter Electro
- The Amazing Spider-Man 2
- Marvel Nemesis: Rise of the Imperfects
- Marvel: Ultimate Alliance
- Marvel: Ultimate Alliance 2
- Marvel Super Hero Squad
- Captain America: Super Soldier
- Marvel Super Hero Squad Online
- Marvel Super Hero Squad: Comic Combat
- Marvel: Avengers Alliance
- Marvel Avengers: Battle for Earth
- Marvel Heroes
- Lego Marvel Super Heroes
- Lego Marvel’s Avengers
- Marvel Avengers Alliance Tactics
- Disney Infinity: Marvel Super Heroes
- Lego Marvel Super Heroes 2
- Marvel: Future Fight
- Marvel: Contest of Champions
- Marvel Snap

## Критика и отзывы
- В мае 2011 года Капитан Америка занял 6 место в списке «100 лучших героев комиксов» по версии IGN[50].